# Каганович Лазар Мойсейович
Ла́зар Мойсе́йович Кагано́вич (10 [22] листопада 1893, с. Кабани, Радомисльський повіт, Київська губернія, Російська імперія — 26 липня 1991, Російська РФСР, СРСР) — радянський партійний та державний діяч, ідеолог, на якому часткова відповідальність за геноцид проти українського народу, один з організаторів Голодомору 1932— 1933, був Генеральним секретарем ЦК КП(б)У.
Член ЦК КП(б)У в квітні 1925 — червні 1930 р., січні 1934 — травні 1937 р. Член Організаційного бюро ЦК КП(б)У в квітні 1925 — липні 1928 р., березні — грудні 1947 р. Член Політичного бюро ЦК КП(б)У в квітні 1925 — липні 1928 р., березні — грудні 1947 р.
Кандидат у члени ЦК РКП(б) в квітні 1923 — травні 1924 р. Член ЦК ВКП(б) в травні 1924 — червні 1957 р. Член Комісії партійного контролю ВКП(б) в лютому 1934 — 1939 р. Член Організаційного бюро ЦК ВКП(б) в червні 1924 — грудні 1925 р., липні 1928 — березні 1946 р. Кандидат у члени Політичного бюро ЦК ВКП(б) в липні 1926 — липні 1930 р. Член Політичного бюро (Президії) ЦК ВКП(б) в липні 1930 — червні 1957 р.
Депутат Верховної ради СРСР, Верховної ради РРФСР, Верховної ради УРСР 1—4-го скликань.
13 січня 2010 Апеляційний суд міста Києва, здійснивши попередній розгляд кримінальної справи № 1-33/2010, порушеної Службою безпеки України за фактом вчинення геноциду в Україні в 1932—1933 роках за ознаками злочину, передбаченого ч. 1 ст. 442 КК України, відносно генерального секретаря Центрального комітету ВКП(б) Йосипа Сталіна (Джугашвілі), члена ЦК ВКП(б), голови Ради Народних Комісарів СРСР В'ячеслава Молотова (Скрябіна), секретарів ЦК ВКП(б) Лазаря Кагановича та Павла Постишева, члена ЦК ВКП(б), генерального секретаря ЦК КП(б)У Станіслава Косіора, члена ЦК ВКП(б), голови Ради народних комісарів УРСР Власа Чубаря та члена ЦК ВКП(б), другого секретаря ЦК КП(б)У Менделя Хатаєвича, постановив визнати в умисній організації геноциду частини українського народу, внаслідок чого було знищено 3 млн 941 тис. осіб, і закрити кримінальну справу у зв'язку зі смертю обвинувачених. Керівник від СРСР «операції Вісла» — депортації 1947 року більш ніж 140 тис. українців, а також репресій проти населення на території СРСР, Польщі та Чехословаччини, що супроводжували акцію.

## Біографія
Народився в с. Кабани Київської губернії (тепер —колишнє село Діброва в зоні відчуження Чорнобильської АЕС, Поліський район, Київська область, Україна) в єврейській родині.
За свідченням самого Кагановича, сім'я була дуже бідна, а його батько працював на смоляному заводі. Однак в листах перепису 1897 року основним заняттям батька вказана торгівля.
З 1907 (з 14 років) працював вантажником на млині. У 1908—1910 роках — чорнороб на заводі сельтерської води і пробковому заводі у Києві. У 1910—1912 роках — підмайстер на кондитерській фабриці, чорнороб лісового складу в Києві.
Член РСДРП(б) з 1911 року.
У 1913—1914 роках — робітник шкіряного заводу, тягловий візник в Києві. У 1914—1915 роках — вантажник мануфакутурного складу, голова Спілки торгових службовців у Києві, член Київського комітету РСДРП(б). У 1915 році працював робітником—шевцем на Київській взуттєвій фабриці. Був заарештований і засуджений до адміністративного заслання.
Брав активну участь у більшовицькому русі, входив до складу керівних органів більшовицьких організацій у Катеринославі (нині Дніпро), Мелітополі, Юзівці (нині Донецьк).
У 1916 році — швець на взуттєвій фабриці міста Катеринослава, голова Спілки шкіряників, керівник районного комітету РСДРП(б) в Катеринославі; голова підпільної Спілки шкіряників, організатор підпільної більшовицької групи у місті Мелітополі Таврійської губернії. У жовтні 1916 — січні 1917 року — робітник взуттєвої фабрики Новоросійського товариства, керівник більшовицької організації міста Юзівки. У лютому — травні 1917 року — заступник голови Ради робітничих депутатів у місті Юзівці Катеринославської губернії.
У травні — вересні 1917 року — солдат російської армії, керівник солдатської військової організації РСДРП(б) 7-ї роти 92-го запасного піхотного полку, член виконкому Ради робітничих і солдатських депутатів, член комітету РСДРП(б) в місті Саратові. Одночасно у червні — вересні 1917 року — делегат Всеросійської конференції більшовицьких військових організацій, член Всеросійського бюро військових організацій при ЦК РСДРП(б). Арештовувався Тимчасовим урядом, але незабаром був звільнений.
У вересні 1917 — січні 1918 року — голова Поліського (у місті Гомелі) комітету РСДРП(б).
У січні — червні 1918 року — комісар і завідувач організаційно-агітаційного відділу Всеросійської колегії із організації Червоної армії у Москві і Петрограді.
У червні 1918 року — агітатор, завідувач агітаційного відділу Нижньогородського губернського комітету РКП(б).
18 червня 1918 — 21 липня 1919 року — голова Нижньогородського губернського комітету РКП(б). Одночасно, у січні — 25 липня 1919 року — голова виконавчого комітету Нижньогородської губернської ради.
У липні — жовтні 1919 року — в Червоній армії.
У жовтні — листопаді 1919 року — голова Воронезького губернського революційного комітету. У листопаді 1919 — серпні 1920 року — голова виконавчого комітету Воронезької губернської ради, член бюро Ворнезького губернського комітету РКП(б).
У вересні 1920 — січні 1921 року — член Туркестанської комісії ВЦВК і РНК РРФСР, народний комісар робітничо-селянської інспекції Туркестанської АРСР, т.в.о. члена РВР Туркестанського фронту, голова Ташкентської міської Ради.
У березні — грудні 1921 року — інструктор ВЦРПС, інструктор, секретар Московського комітету Спілки шкіряників, секретар ЦК Спілки шкіряників у Москві.
У грудні 1921 — травні 1922 року — член Туркестанського бюро ЦК ВКП(б) в Ташкенті.
У червні 1922 — 10 березня 1924 року — завідувач організаційно-інструкторського відділу ЦК РКП(б). 10 березня — жовтень 1924 року — завідувач організаційно-розподільного відділу ЦК РКП(б).
2 червня 1924 — 30 квітня 1925 року — секретар ЦК РКП(б).
7 квітня 1925 — 14 липня 1928 року — генеральний секретар ЦК КП(б)У в Харкові.
Перебуваючи на посаді генерального секретаря, контролював апарат ЦК КП(б)У через Секретний відділ, який очолювали помічники Лазаря Кагановича Андрущенко К.К., Клементьєв Василь Михайлович, Сазонов М.І..
Був запеклим противником українських націонал-комуністів. Виступав проти політичної лінії Олександра Шумського та Миколи Хвильового, часто конфліктував з головою РНК України Власом Чубарем.
У березні 1927 звинуватив у «націоналістичному ухилі» О. Шумського і керівника Закордонного бюро допомоги КПЗУ К. Саврича (Максимовича).
Політикою переслідування націонал-комунізму в Україні (резолюція Пленуму ЦК КП(б)У про «націоналістичних зрадників», березень 1928 р.) довів до розколу Комуністичну Партію Західної України, наполіг на арешті, а згодом, і знищення її провідних членів — Й. Крілика (Васильківа), М. Косара (Заячківського), К. Саврича (Максимовича), Г. Іваненка (Барабу), Р. Кузьму (Турянського) та ін.
12 липня 1928 — 10 березня 1939 року — секретар ЦК ВКП(б).
Одночасно, 22 квітня 1930 — 7 березня 1935 року — 1-й секретар Московського обласного комітету ВКП(б). 25 лютого 1931 — 16 січня 1934 року — 1-й секретар Московського міського комітету ВКП(б).
З грудня 1932 по 1934 рік очолював сільськогосподарський відділ ЦК ВКП(б), де активно керував організацією МТС в колгоспах і радгоспах.
Був одним з найближчих прибічників Й. Сталіна. Беззастережно підтримував ідею Сталіна про суцільну колективізацію, наполегливо впроваджував її реалізацію шляхом застосування репресивних заходів щодо селянства, в першу чергу українського.
6 липня 1932 р. на конференції КП(б)У разом з В. Молотовим звинуватив керівників КП(б)У у провалі колективізації і виступив проти пропозиції українських комуністів зменшити норми хлібозаготівель в Україні, значно завищені плани яких стали однією з головних причин Голодомору 1932—1933 років.
22 жовтня 1932 Політбюро з ініціативи Сталіна ухвалило рішення про створення в Україні та на Північному Кавказі надзвичайних комісій для збільшення хлібозаготівель. Комісію з України очолив Молотов, по Північному Кавказу — Каганович, проте фактично він брав участь і в роботі комісії Молотова як завідувач відділом сільського господарства при ЦК ВКП (б). Незабаром Каганович виїхав на Північний Кавказ. 20-29 грудня був з візитом в Україні, де ініціював низку смертоносних заходів більшовицького терору.
У квітні 1933 — лютому 1935 року — голова Центральної комісії ВКП(б) по перевірці партійних лав.
10 лютого 1934 — 28 лютого 1935 року — голова Комісії партійного контролю ВКП(б).
У серпні 1933 — квітні 1935 року — голова Транспортної комісії ЦК ВКП(б). 10 березня — 9 липня 1934 року — завідувач транспортного відділу ЦК ВКП(б).
28 лютого 1935 — 22 серпня 1937 року — народний комісар шляхів сполучення СРСР.
22 серпня 1937 — 24 січня 1939 року — народний комісар важкої промисловості СРСР.
Одночасно 5 квітня 1938 — 25 березня 1942 року — народний комісар шляхів сполучення СРСР.
17 червня 1938 — 15 травня 1944 року — заступник голови Ради народних комісарів СРСР.
24 січня — 12 жовтня 1939 року — народний комісар паливної промисловості СРСР. 12 жовтня 1939 — 3 липня 1940 року — народний комісар нафтової промисловості СРСР.
24 червня — 3 липня 1941 року — голова Ради із евакуації при РНК СРСР.
20 лютого 1942 — 4 вересня 1945 року — член Державного Комітету Оборони СРСР, уповноважений по транспорту.
У липні — серпні 1942 року — член Військової Ради Північно-Кавказького фронту. У листопаді 1942 — лютому 1943 року — член Військової Ради Закавказького фронту.
26 лютого 1943 — 20 грудня 1944 року — народний комісар шляхів сполучення СРСР.
20 грудня 1944 — 6 березня 1947 року — заступник голови Ради народних комісарів (Ради міністрів) СРСР.
Одночасно 19 березня 1946 — 6 березня 1947 року — міністр промисловості будівельних матеріалів СРСР.

Виступ Кагановича

3 березня — 26 грудня 1947 року — 1-й секретар ЦК КП(б)У.
У березні 1947 року разом із Лазарем Кагановичем в Українську РСР був направлений Патолічев Микола Семенович, якого призначили секретарем ЦК КП(б)У. Помічником Кагановича в ЦК КП(б)У працював Варецький Василь Леонтійович.
Лазар Каганович продовжував традиційну для більшовиків політику репресій проти української інтелігенції, звинувативши її в «українському буржуазному націоналізмі», провів широку чистку серед українських національних кадрів. Брав активну участь в організації та проведенні «операції Вісла», а також у ліквідації націоналістичного підпілля та бойових частин Української Повстанської Армії. У грудні 1947 р. відкликаний до Москви.
18 грудня 1947 — 5 березня 1953 року — заступник голови Ради міністрів СРСР.
Одночасно 9 січня 1948 — 18 жовтня 1952 року — голова Державного комітету РМ СРСР із матеріально-технічного постачання народного господарства.
5 березня 1953 — 29 червня 1957 року — 1-й заступник голови Ради міністрів СРСР.
Одночасно 24 травня 1955 — 6 травня 1956 року — голова Державного комітету РМ СРСР із праці і заробітної плати.
3 вересня 1956 — 4 липня 1957 року — міністр промисловості будівельних матеріалів СРСР.
1957 — разом з В. Молотовим, Г. Маленковим, Д. Шепіловим та ін. створив опозиційну тодішньому партійному курсу групу, яка зробила спробу змістити з посади першого секретаря ЦК КПРС М. Хрущова.
У червні 1957 р. на Пленумі ЦК всіх членів групи (зокрема, і Кагановича) усунено від керівних державних і партійних посад.
У серпні 1957 — липні 1959 року — керуючий державного союзного тресту «Союзасбест» Свердловського раднаргоспу у місті Асбест Свердловської області.
З липня 1959 по 1961 рік — на пенсії у місті Калініні.
У грудні 1961 — виключений із КПРС, після чого реальної участі у політичному житті не брав. Проживав на пенсії у Москві.
Похований на Новодівочому кладовищі у Москві.
Як у багатьох партійних керівників, ім'я Кагановича присвоювалося територіальним об'єднанням і населеним пунктам, зокрема, 1938 році, його ім'ям було названо Кагановіческій район Павлодарської області, але коли він був зміщений з усіх посад в (1957), район був перейменований в Єрмаковський. На честь Кагановича були названі й інші об'єкти.
Ім'я Лазаря Кагановича в 1935—1955 носив Московський метрополітен, будівництвом якого Каганович безпосередньо керував, а потім (до 1957 року) станція «Охотний ряд». Перший радянський тролейбус мав на його честь марку «ЛК». У Київській області УРСР були населені пункти названі Кагановичі Перші (в 1934) (первинна назва Хабне, нині — Поліське) і Кагановичі Другі (село Кабани, де він жив до школи).

## Фальшивка КДБ про Кагановича: «Кремлівський вовк»
У Нью-Йорку в 1987 році англійською мовою видана книга-фальшивка Стюарта Кагана (Kahan, Stuart) "The Wolf of the Kremlin: The First Biography of L.M. Kaganovich, the Soviet Union's Architect of Fear. Автор книги стверджував, що він племінник Кагановича. Він повторив догми «Протоколів сіонських мудреців» і розповів, що нібито він таємно відвідав в Москві свого дядька, Лазаря Кагановича, і той розповів йому, як він організував змову проти Сталіна і вбив його спільно з Мікояном, Молотовим і Булганіним. Переконавшись, що це фальшивка, William Morrow & Co відкликало з магазинів книгу, але в СРСР вона була видана російською мовою в 1991 році. Детальніше ця історія викладена в англомовній версії Вікіпедії на сторінці Lazar Kaganovich в розділі The Wolf of the Kremlin, а російською мовою в книзі Рафаеля Гругмана «Смерть Сталина: все версии и ещё одна», с. 249—252.

## Родина
Дружина: Марія Марківна Каганович (Приворотська) (1894—1961).
Дочка: Майя Лазарівна Каганович (1923—2001), архітектор, підготувала до опублікування спогади батька — «Пам'ятні записки», випущені в Москві видавництвом «Вагриус» в 1997 році.
Виховав прийомного сина Юрія.

## Нагороди
- Герой Соціалістичної Праці (5.11.1943)
- чотири ордени Леніна (15.03.1935, 5.11.1943, 20.11.1943, 21.11.1953)
- орден Трудового Червоного Прапора (17.01.1936)